# 達爾曼山

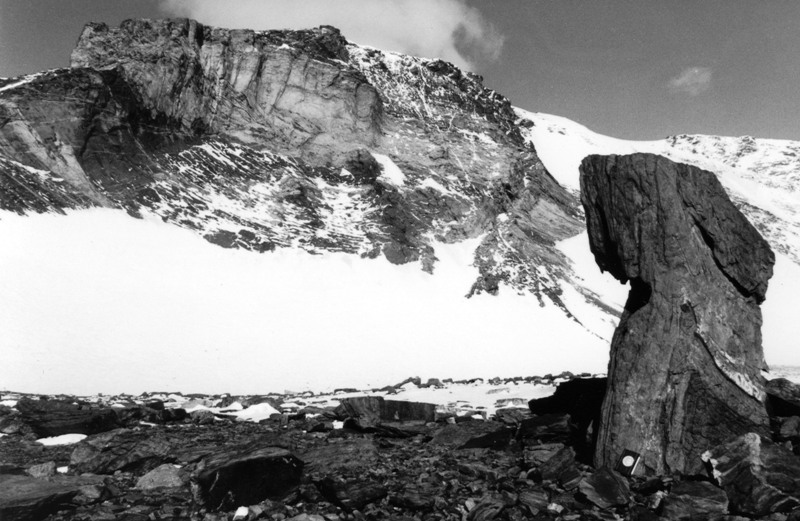

達爾曼山（英語：Mount Dallmann）是南極洲的山峰，屬於奧爾萬山脈的一部分，位於康拉德山脈北部以東18公里，海拔高度2,485米，由德國探險隊發現，以德國觀鯨團隊長命名。

## 外部連結
- Scientific Committee on Antarctic Research (SCAR)